# 向背軸

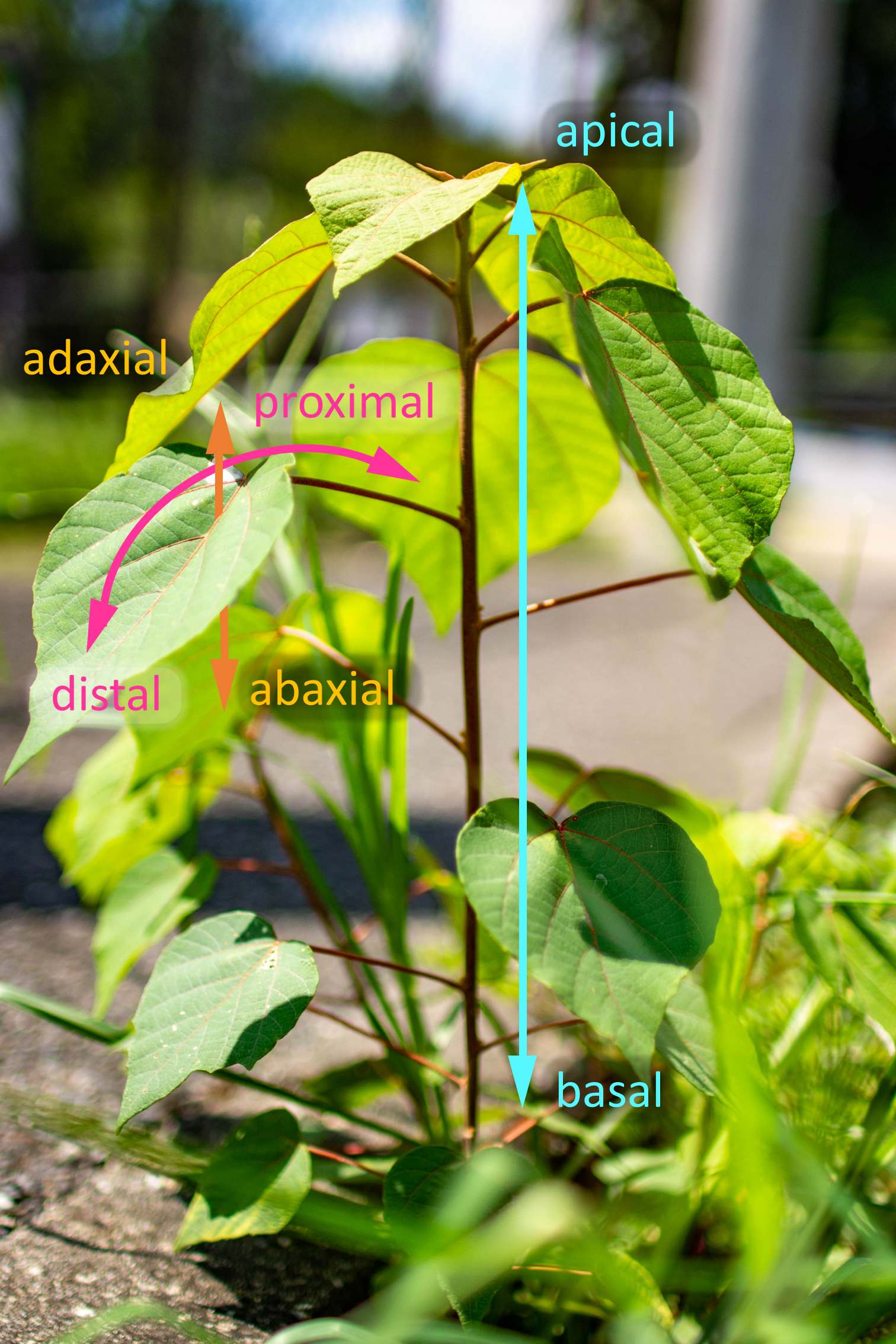
アカメガシワ における植物の軸。
apical-basal axis: シュートの頂端- 基部軸
（apical: 頂端、basal: 基部）
adaxial-abaxial axis: 葉の向背軸
（adaxial: 向軸、abaxial: 背軸）
distal-proximal axis: 葉の先端-基部軸
（distal: 遠位（葉先）、proximal: 近位（葉基））

向背軸（こうはいじく、英: adaxial–abaxial axis）は植物の軸に対する側生器官について、原基の段階でのシュート頂に対する関係を、軸に向かう方を向軸（こうじく、adj. adaxial）、その反対を背軸（はいじく、adj. abaxial）とし、それをつないだ軸を呼ぶものである。葉の場合、いわゆる表側の面（上面）を向軸面（こうじくめん、adaxial surface）で、裏側の面（下面）を背軸面（はいじくめん、abaxial surface）と呼ぶ。
向背軸は背腹軸（はいふくじく）とも呼ばれ、動物と同様、向背軸極性をもつ性質を動物と同様に背腹性（はいふくせい、dorsiventrality）と呼ぶ。背軸面（下面）を背面（はいめん、dorsal）、向軸面（上面）を腹面（ふくめん、ventral）とも呼ぶが、トウヒやウラハグサのような植物では表皮系の構造が背腹で入れ替わったり、ラン科の花では子房が捻れ、唇弁の位置が転倒したりするなど、背腹の区別は規定が難しいため、形態学的には背軸及び向軸が厳密に用いられる。葉の背腹性の最初に現れる特徴は下偏成長である。なお、シュートの背腹性については「背腹性」を参照。
そのほか、単子葉類の側枝上第1葉（前葉 prophyll）は向軸側に付き、向軸前葉と呼ばれるのに対し、マルバヤナギの花序上部の側枝などのように少数のものは背軸前葉を持つ（普通、双子葉類や裸子植物は側生前葉）。

## 葉の背腹性の進化
葉は茎・根とともに植物のもつ基本器官であり、それらと違って普通扁平な形状をとる。維管束植物の葉は小葉植物と大葉植物においてそれぞれ独立に獲得され、大葉植物においてはさらにその中でも様々な群で何度も独立に獲得された多数回起源であると考えられている。よって、葉の背腹性も小葉植物と大葉植物で独立に獲得された。
大葉植物では、葉の背腹性はトリメロフィトン類で初めて獲得された。背腹性の調節遺伝子にはHD-ZIP III（クラスIIIホメオドメインロイシンジッパー遺伝子）および KANADI が知られている。前者はストレプト植物全体で存在し、維管束植物の祖先では頂端分裂組織の機能調節を行ってきたが、その後、増幅および機能の追加が小葉植物と大葉植物でそれぞれ独自に起きている。小葉植物のHD-ZIP IIIは葉における前形成層の形成と維管束の形態決定に関与しており、背腹性の決定には関与していない。それに対し、大葉植物ではそれに加え背腹性の決定にも関与している。また、被子植物ではさらに YABBY遺伝子も背腹性決定に関与している。これら種子植物の葉原基で向背軸形成に働く遺伝子のほとんどはヒメツリガネゴケなどにはオルソログが存在せず、種子植物で独自に進化した仕組みであると考えられている。

## 葉の背腹性のメカニズム
葉はシュート頂分裂組織（shoot apical meristem、茎頂分裂組織、以下 SAM）の側方に小さな突起である葉原基として生まれる。葉の向背軸はこの葉原基で決定される。葉原基の向軸側はSAMに隣接する細胞に由来するが、背軸側はSAMから遠い側に由来する。葉原基をSAMとの間を横断するように切り込みを入れると葉が棒状になるように、葉の向背軸が確立されるためにはSAMから交流が必要であり、SAMからのシグナルにより向軸側のアイデンティティが形成される。
向軸側のアイデンティティはARP遺伝子群によりもたらされる。ARP遺伝子群が発生途中の葉において、KNOX1遺伝子群の発現を抑制する（発現抑制維持を補助する）ことによって、多くの植物において葉の正常な向背軸パターン形成に機能する。
また、向軸側の葉の発生はHD-ZIP III遺伝子群にも依存しており、PHABULOSA (PHB) および PHAVOLUTA (PHV) といったHD-ZIP III遺伝子群の発現は葉原基の向軸側にのみ分布しており、これが葉の全体で異所的に発現してしまうと、背軸側の組織が向軸側の特性を持つようになる。背軸側でも異所的に PHB が発現する変異体でが、普通向軸側にのみ形成される腋芽が葉の基部の向背軸両側に生じるようになる。逆にこれらの遺伝子がともに向軸側で機能できない変異体では向軸側の性質が失われるが、片方のみが機能欠損した状態ではそうはならず、PHB とPHV は向軸側のアイデンティティ形成に対して冗長的な機能を持っていることが示唆されている。また、このHD-ZIP III遺伝子群は向軸側のアイデンティティ形成に働くため、背軸側では miR166 というmiRNA（マイクロRNA）により消去される。miRNA はその標的遺伝子の転写産物との間に相補配列をもち、塩基対を形成することでmRNAの分解を促進し、翻訳・発現を抑制する。葉原基の背軸側における miR166 の発現が PHB と PHV の転写産物を減少させ、正常な背腹軸のパターン形成を生み出す。
向軸側で働くHD-ZIP III 遺伝子群は背軸側で働く KANADI 遺伝子群と拮抗している。KANADIファミリーに属する転写因子は、背軸側の細胞アイデンティティの分化の中心として働く。KANADI に制御される背軸側の発生はオーキシン極性輸送と関連しており、ARF遺伝子ファミリーである ARF3 および ARF4 が背腹軸の運命を決定するのに必要である。
また、KANADI 遺伝子群と YABBY 遺伝子群はともに葉の背軸側の形成に働くという冗長的な機能を持つと考えられていた。YABBY 遺伝子ファミリーの多重変異体やYABBY 遺伝子群を過剰発現する植物では葉で背軸側の特性が向軸側の特性に置き変わる表現型となる。ただし、YABBY 遺伝子群はトウモロコシ Zea mays では葉の向軸側で発現しており、葉身の展開成長の促進に働き、アンボレラ Amborella trichopoda でも向軸側で発現するほか、一部の単子葉類では葉の中肋で葉の厚み方向に発現し、シロイヌナズナにおいても今では葉身の展開制御を促進し、SAM関連遺伝子の発現抑制をすることが明らかになった。
葉の向軸側、背軸側の両側の遺伝子の制御により、葉縁の細胞分裂活性が高くなることで向軸側と背軸側の境界部分が細胞分裂し、葉が成長する。また、キンレンカ（ノウゼンハレン） Tropaeolum majus のもつ盾状葉は、葉の背軸を規定する遺伝子が葉原基の基部では葉の向軸側に発現しているため、細胞分裂活性の高い領域が円形になることによって形成される。